# Mormodes carnevaliana
Mormodes carnevaliana là một loài thực vật có hoa trong họ Lan. Loài này được Salazar & G.A.Romero mô tả khoa học đầu tiên năm 1994.